# Dahlak
Dahlak – archipelag blisko 220 wysp najczęściej koralowych na Morzu Czerwonym, u wybrzeży Erytrei. W większości niezamieszkane. Powierzchnia: 1,8 tys. km².
Największymi wyspami są Dahlak Kebir (750 km², Morski Park Narodowy Dahlak) i Nora (130 km²). Archipelag jest rejonem turystycznym, są tutaj też bazy wojskowe. Występuje połów pereł, gąbek, ryb i żółwi. Podczas wojny na Dahlak Kebir znajdowała się etiopska baza wojskowa. Poza tym rybacy i pasterze owiec zamieszkują niektóre wyspy. Na Dahlak Kebir podróżują również turyści, główną atrakcją jest nurkowanie.

## Warunki naturalne

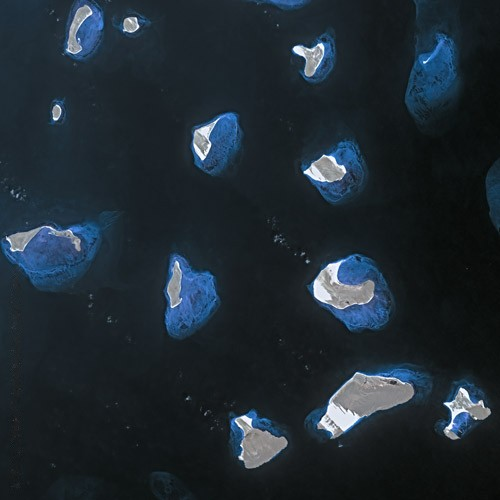
Małe wyspy wschodniej części archipelagu

Wyspy archipelagu Dahlak leżą w odległości od około 20 do 100 km od wybrzeża Erytrei. Są zróżnicowane – od piaszczystych wysepek po takie z ekosystemem zbliżonym do kontynentalnego. Większość wysp utworzyła się z solnych diapirów w okresie, w którym Morze Czerwone całkowicie wyschło; inne są utworzone przez plejstoceńskie piaskowce oraz pokłady piasku morskiego. W strefie eufotycznej wokół wysp rozwijają się koralowce. Większość wysp pokrywa nagi piasek, w niektórych widać wyniesione koralowce lub porozrzucaną roślinność podobną do kontynentalnej – akacje (Acacia), proso (Panicum), gronorosty (Sargassum) i wilczomlecze (Euphorbia), a w obszarach pokrytych bardziej słonym piaskiem również sodówki (Suaeda), zatrwiany (Limonium), łobody (Atriplex) i Zygophyllum. Na niektórych wyspach występują skaliste klify, na innych płaskie obszary pokryte piaskiem, żwirem lub mułem. Miejscami występują namorzyny z Avicennia marina, korzeniarami (Rhizophora) i Ceriops. Większość opadów na wyspie spada między październikiem a majem; roczna suma opadów wynosi 180–250 mm.

## Fauna
W wodach wokół wysp żyją liczne gatunki ryb. Odnotowano również żółwie zielone (Chelonia mydas) i szylkretowe (Eretmochelys imbricata). Na Dehalak Kebir i Nocra odnotowano karłowate gazelki pręgogłowe (Gazella soemmerringii), jednak status niepewny – prawdopodobnie były to hybrydy z innym gatunkiem.

### Ostoja ptaków
Od 2001 roku BirdLife International uznaje wyspy za ostoję ptaków IBA. Wymienia 8 gatunków, które zaważyły na tej decyzji. Są wśród nich trzy bliskie zagrożenia – sokół śniady (Falco concolor), mewa białooka (Larus leucophthalmus) i trznadel popielaty (Emberiza cineracea). Pozostałe 5 gatunków najmniejszej troski to pustułeczka (Falco naumanni), rybitwa bengalska (Thalasseus bengalensis), stepówka rudogardła (Pterocles senegallus), skowron pustynny (Alaemon alaudipes) oraz białorzytka czarnosterna (Oenanthe melanura). Prócz wspomnianych gatunków, na wyspach pojawiają się liczne inne gatunki ptaków wodnych, w tym mewa przydymiona (Larus hemprichii), rybitwy: arabska (S. repressa) i brunatnogrzbieta (S. anaethetus). Podczas zimowania na wyspach przebywają śmieszki (Larus ridibundus). Na wyspach gniazdują także faetony białosterne (Phaethon aethereus), pelikany małe (Pelecanus rufescens), głuptaki białobrzuche (Sula leucogaster). Pojawiają się również czaple – rafowa (Egretta gularis), olbrzymia (Ardea goliath), purpurowa (A. purpurea), zielonawa (Butorides striatus), ibis czczony (Threskiornis aethiopicus, tylko lęgi), warzęcha zwyczajna (Platalea leucorodia), brodźce z rodzaju Tringa i sieweczki Charadrius.